# Agnieszka Maluśkiewicz
Agnieszka Maluśkiewicz (ur. 18 marca 1989 w Szamotułach) – polska lekkoatletka, kulomiotka.

## Kariera
Medalistka mistrzostw Polski w różnych kategoriach wiekowych, w tym trzykrotna wicemistrzyni Polski Seniorów (2014-2016), brązowa medalistka Mistrzostw Polski Seniorów (2010). Halowa mistrzyni kraju (2013).
Karierę sportową rozpoczęła w klubie LKS Orkan Wielkopolska Poznań pod okiem trenera Jerzego Śwista. Od 2009 roku zawodniczka Organizacji Środowiskowej Akademickiego Związku Sportowego w Poznaniu (OŚ AZS Poznań) - podopieczna trenera Grzegorza Nowaka.

## Osiągnięcia
| Rok  | Impreza                                  | Miejsce      | Lokata            | Wynik |
| ---- | ---------------------------------------- | ------------ | ----------------- | ----- |
| 2010 | Mecz lekkoatletyczny U23 Polska - Niemcy | Bydgoszcz    | 3. miejsce        | 15,14 |
| 2014 | Drużynowe mistrzostwa Europy             | Braunschweig | 9. miejsce        | 16,28 |
| 2017 | Halowe mistrzostwa Europy                | Belgrad      | el. – 17. miejsce | 16,15 |

## Rekordy życiowe
- Pchnięcie kulą (stadion) – 17,20 (2014)
- Pchnięcie kulą (hala) – 17,06 (2017)
- Rzut dyskiem - 41,07 (2012)
- Rzut młotem - 42,24 (2016)